# Oswald Bockstorffer
Oswald Bockstorffer (* vor 1481 in Memmingen; † nach 1510), auch Heckstorfer, Bogstorfer genannt, war Bildschnitzer, Glasmaler, Maler und Kunsthandwerker.
Erstmals wurde Oswald Bockstorffer als Maler zu Freiburg im Üechtland im Jahre 1493 im Urteilsbuch von Basel erwähnt. Bürger von Freiburg war Bockstorffer ab 1495. Er stand dort im Dienste der Bauhütte von St. Nikolaus, wo er mehrere Fenster ausbesserte und  1503/1504 eine Scheibe für den Platz über dem Sebastiansaltar lieferte. Im Jahre 1501 verlor er durch einen Schießunfall eine Hand. Im selben Jahr wurde ihm la belle fenêtre qu'on a placée à la chapelle bezahlt, um welche Kapelle es sich handelte, konnte bisher nicht festgestellt werden. Ab 1502 war er Lehrherr von Hans Lobenast aus Hof. Für die Friedhofskapelle in Freiburg lieferte er 1503/1504 ein Glasgemälde und 1504 ein Fenster nach Farvagny im Kanton Wallis, das wegen der späteren Zerstörung der Kirche nicht erhalten ist. Für fünf Fenster im Münzhaus wurde er 1505 bezahlt. Im Jahre 1510 wurde er letztmals erwähnt. Er gilt als der letzte Glasmaler in Freiburg, der die monumentale Glasmalerei beherrschte.

## Werke
- 1481: Stadtkirche Bad Wimpfen, Seitenkapellen Kruzifix[2]
- 1503/04: St. Nikolaus in Freiburg im Üechtland, Scheibe über dem Sebastiansaltar